# The People’s Operator
The People’s Operator (TPO) — виртуальный оператор сотовой связи, который предоставлял услуги мобильной связи в Великобритании через Three (хотя TPO изначально выбрали компанию EE), а также в Соединенных Штатах через сети Sprint и T-Mobile.

## История
TPO была запущена 19 ноября 2012 года. На момент запуска она принадлежала исключительно трём сооснователям: Эндрю Розенфельду, Тому Гуттериджу и Марку Эпштейну. Штаб-квартира организации располагалась в Шордиче в Лондоне.
Изначально предполагалось, что 10 % от затрат пользователей будет жертвоваться на целевую благотворительность. Однако по факту тратилось менее 3,8 % от прибыли.

## Собственники
- Deutsche Telekom, Orange